# Émile Merle
Pour les articles homonymes, voir Merle (homonymie).

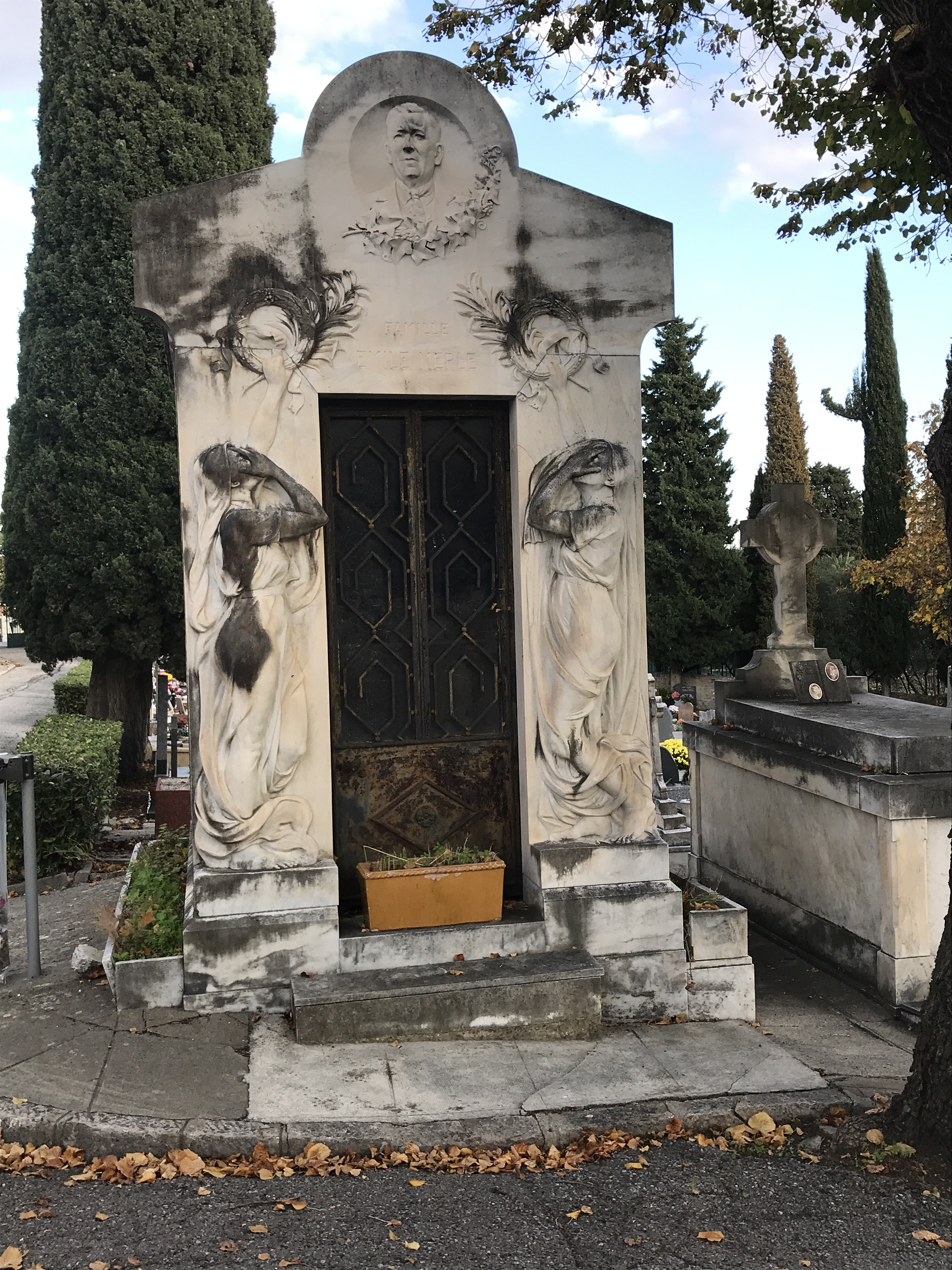
Sépulture d'Emile Merle au cimetière Rabiac à Antibes (06)

Émile Merle, né le 18 juillet 1879 à Briançon (Hautes-Alpes) et mort le 11 août 1953 à Nice (Alpes-Maritimes), est un homme politique français.

## Biographie
Docteur en économie et en sciences politiques, il est avocat à Grenoble. Il est député des Hautes-Alpes de 1906 à 1910 et siège avec le groupe des socialistes parlementaires. 

## Sources
- « Émile Merle », dans le Dictionnaire des parlementaires français (1889-1940), sous la direction de Jean Jolly, PUF, 1960 [détail de l’édition]